# شالن
شالن (به فرانسوی: Chaleins) یک کمون‌های فرانسه در فرانسه است که در canton of Saint-Trivier-sur-Moignans واقع شده‌است.

## خصوصیات
شالن ۱۷ کیلومترمربع مساحت و ۱٬۱۸۳ نفر جمعیت دارد و ۲۳۸ متر بالاتر از سطح دریا واقع شده‌است.